# Râul Spidele
Râul Spidele este un curs de apă, afluent al răului Cătăuți. 